# 圣斯德望和若翰洗者的生平事迹

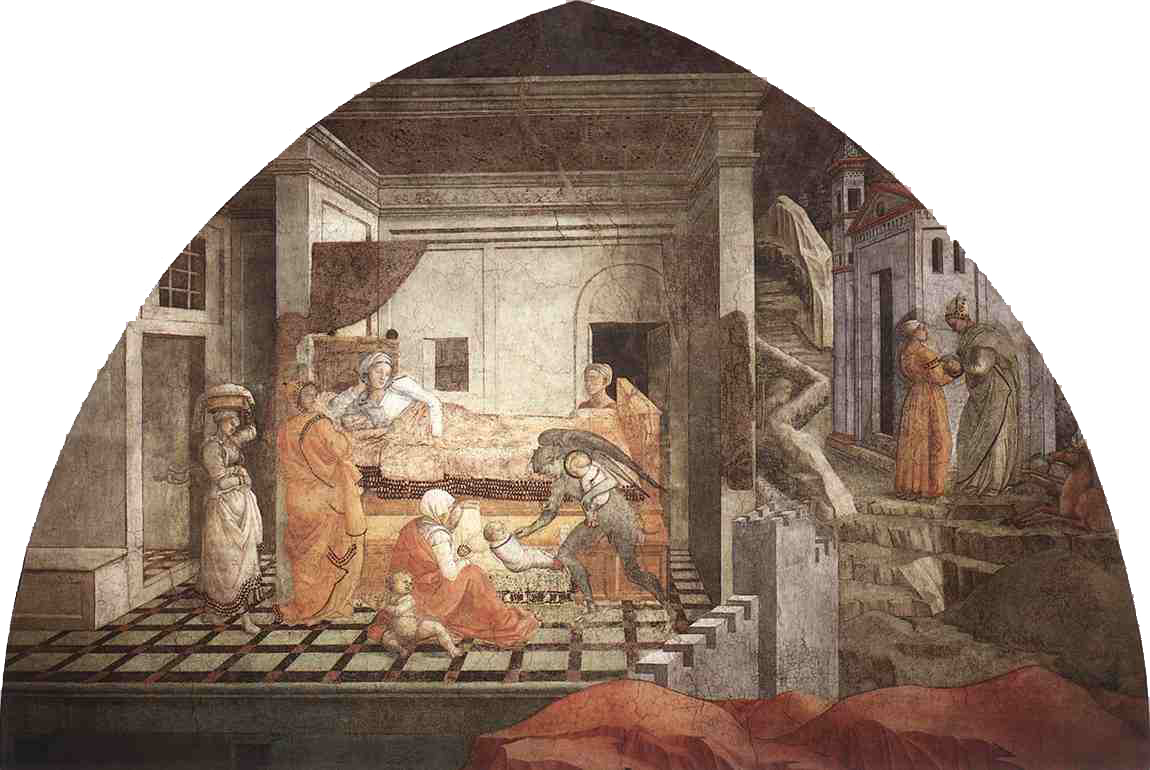
斯德望诞生

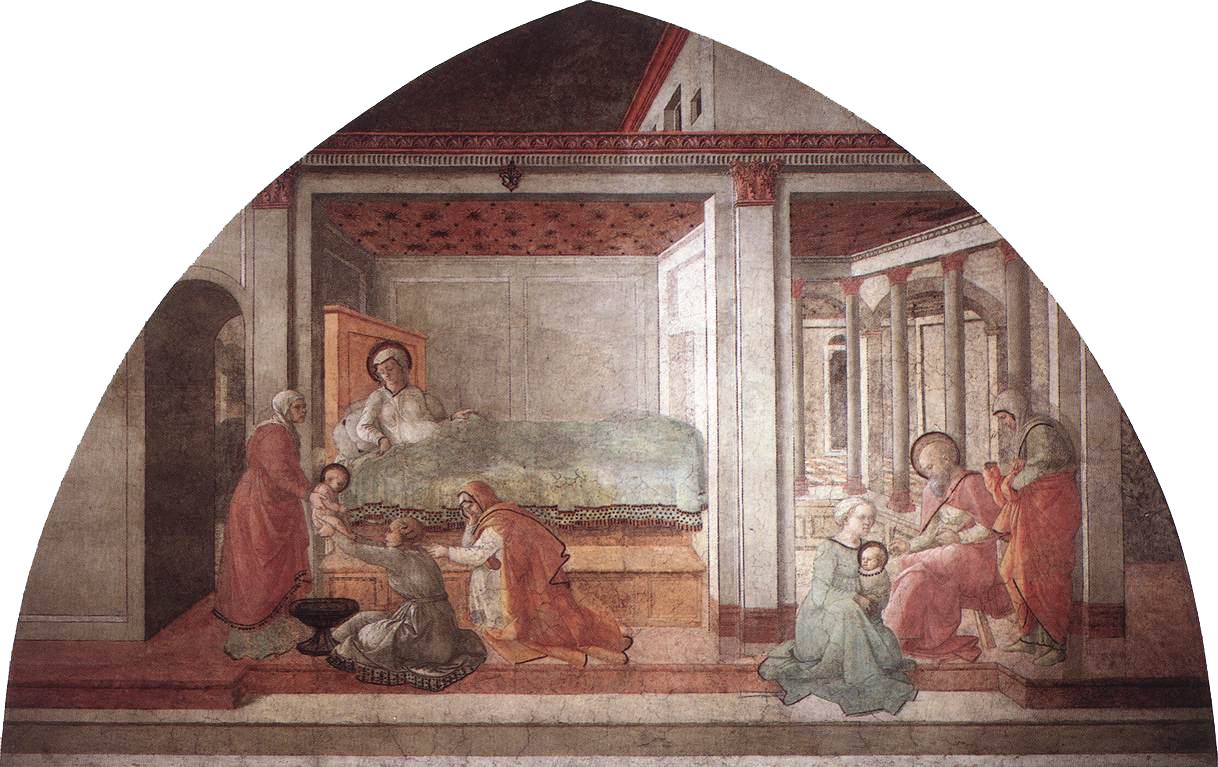
若翰洗者的诞生

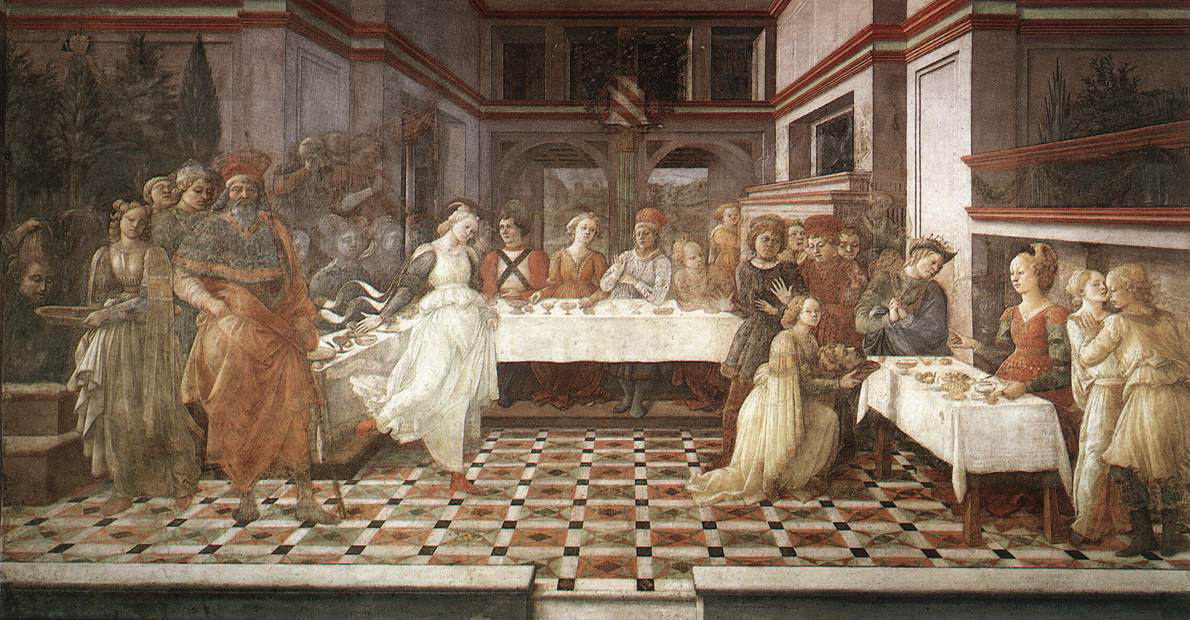
希律的节日

《圣斯德望和若翰洗者的生平事迹》是意大利文艺复兴时期画家菲利波·利皮及其助手的壁画组画，绘制于 1452-1465 年，位于意大利普拉托主教座堂的主小堂（ Cappella Maggiore ）。
普拉托主教座堂的杰米尼亚因吉拉米神父，在文化和政治方面颇有影响力，在罗马和佛罗伦萨结下了重要的友谊。 他自己是一个人文主义者，经常委托文艺复兴艺术家创作艺术品，有时还会将他们召集到普拉托，例如多纳泰罗和米开罗佐。该市于 1440 年决定装饰教堂的主小堂，为此工程拨出 1200金弗罗林的预算。  因吉拉米请总主教聘请安杰利科修士，遭到拒绝。于是改聘菲利波·利皮 修士，他于 1452 年接受并在普拉托定居。 
这部作品用了十四年的时间完成，期间发生了延迟、停顿以及丑闻，圣玛加利大修道院的修女卢克雷齐亚布蒂 担任 菲利波·利皮 的模特，利皮曾是加尔默罗会修士 ，和该修道院的神父   。他们在主教座堂附近的一所房子同居，并生了两个孩子，1457 年的菲利皮诺·利皮，和 1465 年的亚历山德拉。丑闻一出，里皮和布蒂逃离了普拉托。根据传记作家乔治·瓦萨里的说法，教皇恩仁四世在科西莫·德·美第奇的调解下才愿意赦免，菲利波·利皮修士发誓在有生之年可能会娶卢克雷齐亚为合法的妻子，但希望保留按照自己的方式生活的权力，沉迷于快乐。 教宗庇护二世授予允许他们结婚的特权。 
1465 年，湿壁画在卡洛·德·美第奇的监督下完成。 次年，里皮带着他的儿子菲利皮诺和他的徒弟桑德罗波提切利搬到斯波莱托，四年后他在那里去世。
组画覆盖主小堂的三面墙壁，总面积400平方米。 左侧是普拉托的主保圣人圣斯德望的生平事迹，右侧是附近佛罗伦萨的主保若翰洗者的生平事迹。两位圣徒的故事要从上到下阅读，并在对面的墙上相互映衬。上部的半月楣描绘两位圣人诞生的场景，中间的画面描绘他们发愿放弃世俗生活；下部的画面描绘他们的殉道、死亡或葬礼。花窗玻璃同样由利皮设计，左右分别是圣斯德望和若翰洗者。
圣斯德望的故事包括：
- 绑架新生儿斯德望。
- 斯德望离开。离开朱利安前往奇里乞亚传教。
- 斯德望被石头砸死（中墙）

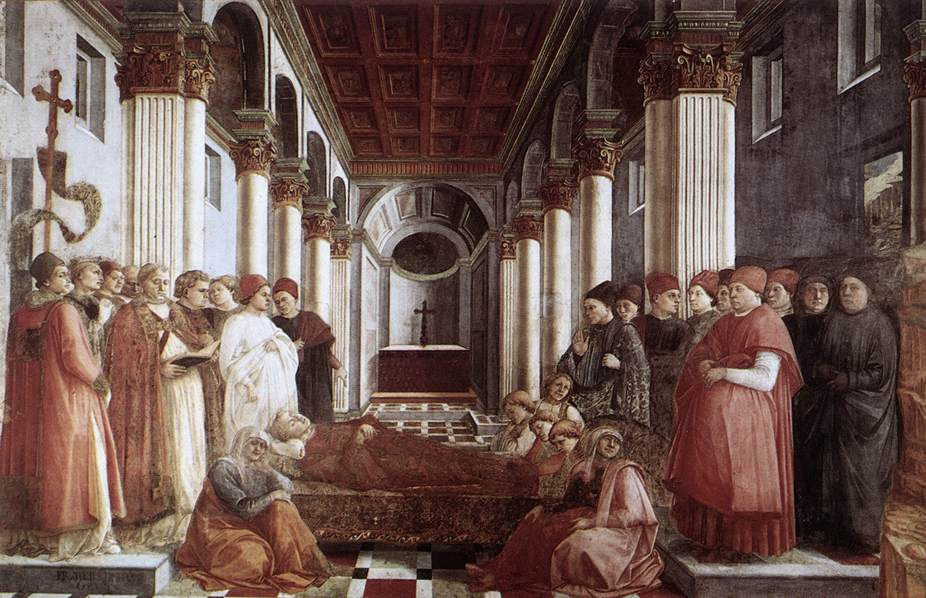
斯德望的葬礼

- 斯德望的葬礼。其中包括当代人物的肖像，例如教宗庇护二世、卡洛·德·美第奇，以及画家的自画像。

若翰洗者的故事包括：
- 若翰洗者的诞生
- 若翰离开家人在旷野中祈祷说预言
- 若翰斩首
- 希律的节日包括莎乐美的舞蹈（可能是卢克雷齐亚·布提的肖像）和以及若翰的头颅献给希罗底